# Kachnička karolínská

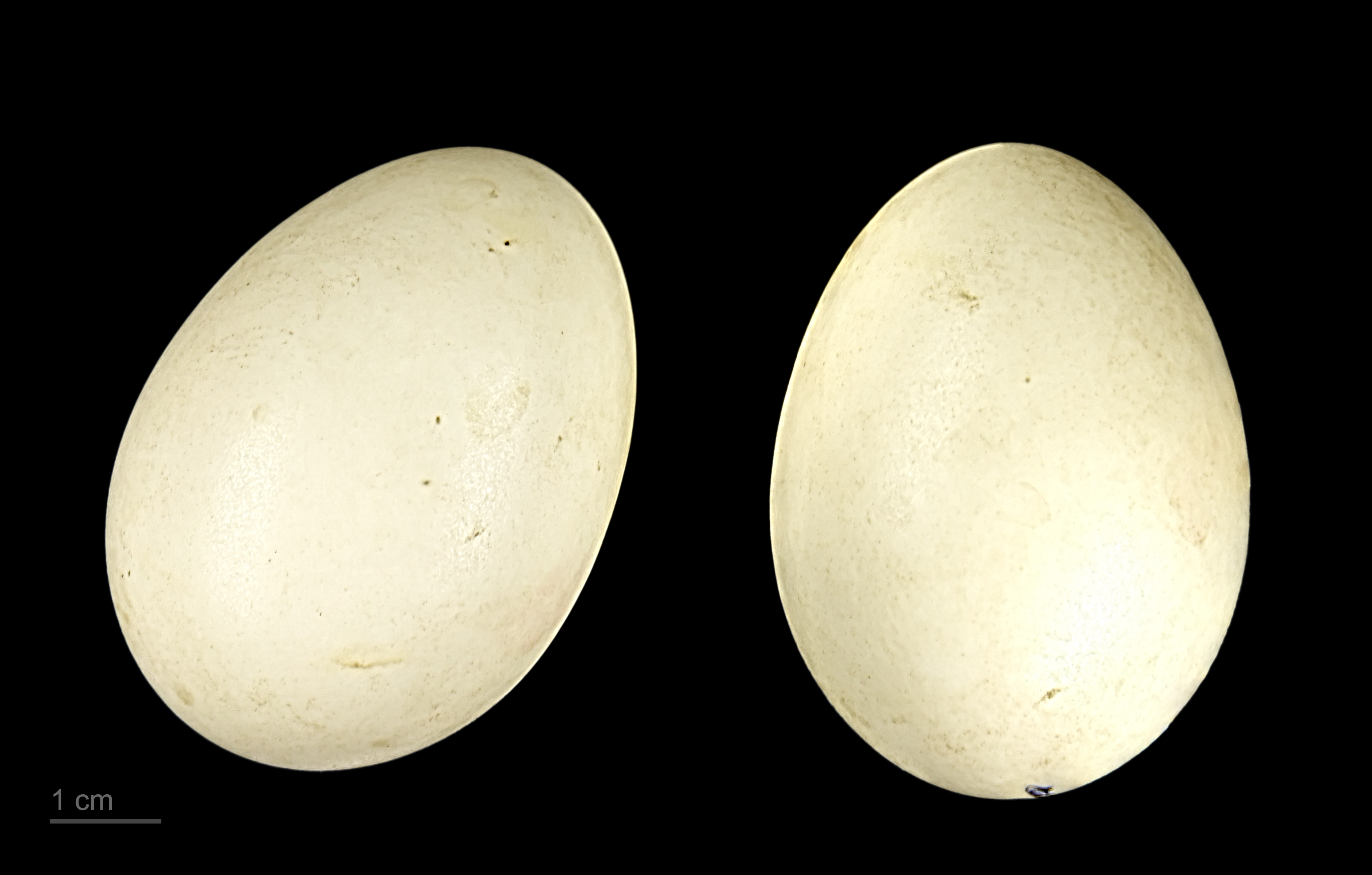
Aix sponsa

Kachnička karolínská (Aix sponsa) je pták z čeledi kachnovitých ze Severní Ameriky. Dospělý jedinec dorůstá délky 48 cm a má rozpětí křídel 73 cm. Samec je pestře zbarvený, zatímco samice je vybarvená nevýrazně, podobná samici kachničky mandarinské.
Kachnička karolínská patří mezi nejčastěji chované druhy okrasné vodní drůbeže u nás i ve světě a je při umělém odchovu značně přizpůsobivá. Už v 17. století bývaly tyto kachničky okrasou řady zámeckých zahrad či rybníků. Je to zapříčiněno zejména nepřehlédnutelným zbarvením samců. Kachničku karolínskou najdeme i v řadě zoologických zahrad, jako například v Zoologické a botanické zahradě Plzeň, Zoo Liberec či v Zoo Tábor.
Bývá zařazována do skupiny tzv. „dutinových kachen“, protože hnízdí vysoko v dutinách stromů, většinou využívají již existující dutiny po datlech. Při umělém chovu se využívají nejčastěji kmenové budky, do kterých samice snáší typicky 10 až 14 vajec, na nichž sedí 28 až 31 dní.